# Гиндза
Гиндза (яп. 銀座, «серебряный двор» или «серебряный цех») — торговый квартал и культурный центр города в Тюо, одном из специальных районов Токио. В Гиндзе расположено множество специализированных магазинов, универсамов, ресторанов, баров, клубов и т. п. Гиндза считается одним из самых роскошных торговых районов мира.

## История

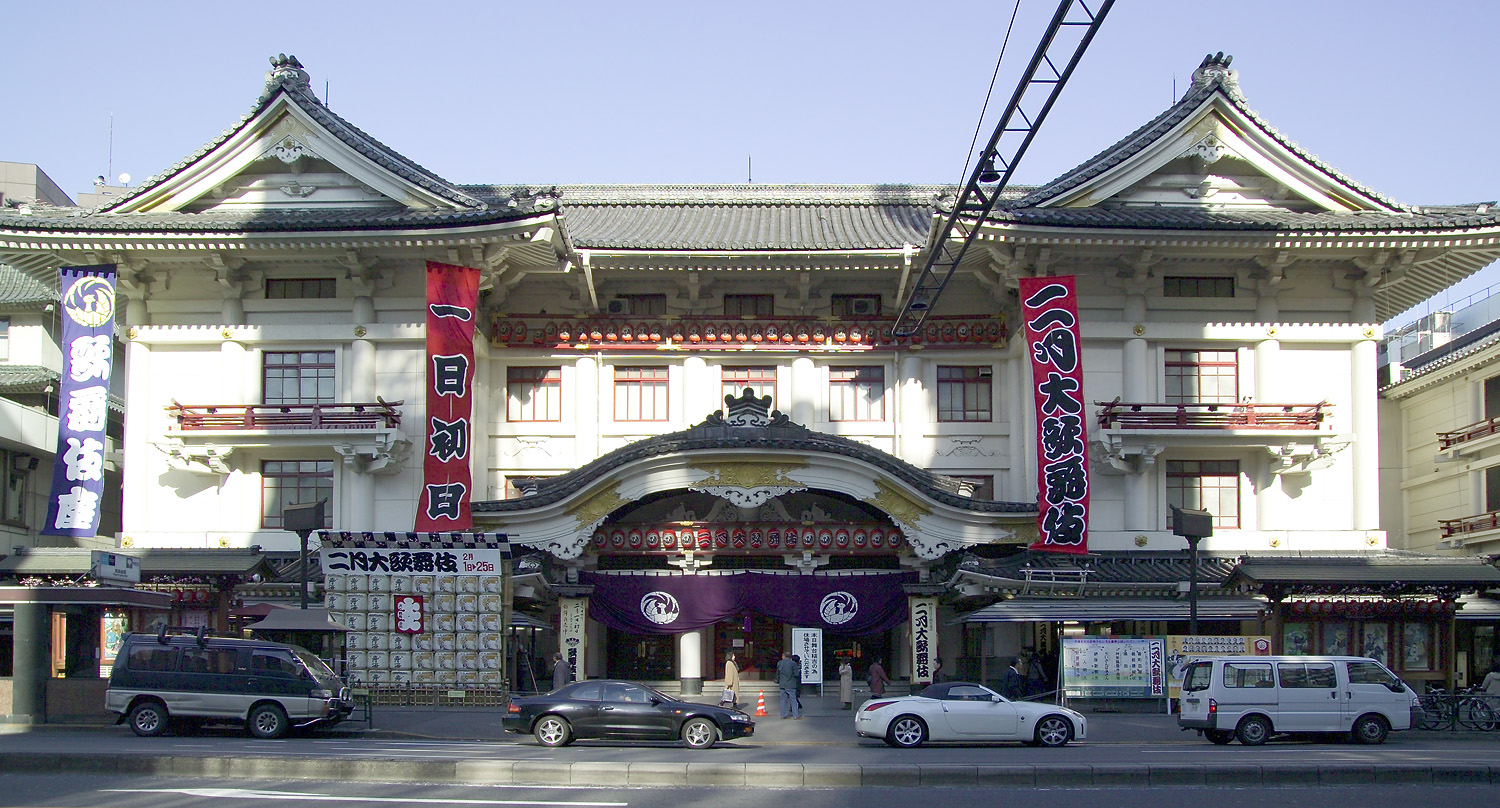
Театр Кабуки-дза

В период Эдо в 1612 году был основан монетный двор, выпускавший серебряные монеты. Гиндза получила своё название от этого монетного двора. В Гиндзе начали селиться мастера-ювелиры, открывавшие свои ювелирные лавки.
Современный облик Гиндза начала приобретать в 1872 году, когда после большого пожара район начал застраивать двух- и трёхэтажными кирпичными зданиями в георгианском стиле архитектор Томас Уотерс (англ. Thomas Waters). Большинство европейских зданий уже исчезло, но некоторые остались, включая знаменитый магазин розничной торговли компании «Вако» с известными курантами Хаттори. Куранты построил Хаттори Кинтаро, основатель компании Seiko.